# Arne V. Johansson
För andra betydelser, se Arne Johansson.
Arne V. Johansson, född 1953, är en svensk ingenjör och teknisk forskare inom mekanik.
Johansson blev 1977 civilingenjör i teknisk fysik vid Kungliga Tekniska Högskolan (KTH) där han också doktorerade 1983. Han blev 1984 docent och fick 1986 en tjänst som extra professor i mekanik, särskilt turbulent flöde med energirelaterade tillämpningar. 1991 utnämndes han till ordinarie professor i mekanik vid KTH.
Hans forskningområde är turbulensforskning och han lät under 1990-talet för ändamålet uppföra en forskningsvindtunnel med omfattande modern mätutrustning.
Johansson invaldes 1999 som ledamot av Vetenskapsakademien och är verksam inom ämnesrådet för naturvetenskap och teknikvetenskap vid Vetenskapsrådet, för närvarande (2010) som detta ämnesråds huvudsekreterare.
Johansson är för närvarande (2010) vice ordförande i universitetsstyrelsen på KTH.

### Tryckt litteratur
- Kungl. Vetenskapsakademiens årsberättelse 2000 (Documenta no. 72). Stockholm: Kungl. Vetenskapsakademien. 2001. sid. 48. ISSN 0347-5719 Libris 3682164

### Fotnoter
1. ↑  Johansson, Arne V. (1982) (på engelska). An experimental study of the structure of turbulent channel flow. Stockholm. Libris 338292
2. ↑  Curriculum Vitae for Arne V. Johansson Arkiverad 18 april 2009 hämtat från the Wayback Machine., läst 19 januari 2010
3. ↑  Vetenskapsrådet: Ämnesrådet för naturvetenskap och teknikvetenskap Arkiverad 6 januari 2010 hämtat från the Wayback Machine., läst 19 januari 2010